# NGC 1630-1
NGC 1630-1 is een spiraalvormig sterrenstelsel in het sterrenbeeld Eridanus. Het hemelobject werd in 1886 ontdekt door de Amerikaanse astronoom Francis Preserved Leavenworth.

## Synoniemen
- PGC 15659
- ESO 551-19
- NPM1G -19.0190